# Sayyad-3
Die Sayyad-3 (deutsch für ‚Jäger 3‘) ist eine iranische Flugabwehrrakete hoher Reichweite, die erstmals am 28. Dezember 2016 erfolgreich getestet wurde.

## Technik
Die Rakete soll vom iranischen Flugabwehrsystem Talash zusammen mit der Sayyad-2-Flugabwehrrakete verwendet werden. Letztere ist für den Einsatz gegen Ziele mittlerer Reichweite konzipiert. Über die Steuerung der Raketen werden keine detaillierten Angaben gemacht. Behauptet wird allerdings, dass die Rakete weitestgehend immun gegen elektronische Schutzmaßnahmen sei.
Sayyad-3 soll hoch fliegende Ziele mit kleinem Radarquerschnitt bis zu einer Reichweite von 120 km und einer Höhe von 27 km wirkungsvoll bekämpfen können. Die Geschwindigkeit wird mit Mach 5,5 angegeben. Abgeschossen wird der Lenkflugkörper aus quaderförmigen Startbehältern, die sich auf einem LKW befinden. Die Waffenplattform fungiert hierbei als Transport- und Starteinheit gleichermaßen.

## Verwendung
Eingesetzt wird die Sayyad-3-Boden-Luft-Lenkwaffe bei den aus dem Iran stammenden Flugabwehrraketensystemen Talash-3 und 15. Khordad.

## Nutzer
- Iran
  - Flugabwehrkräfte der iranischen Armee